# John Giblin
John Giblin (Bells Hill, 26 februari 1952 – Cheltenham, 14 mei 2023) was een Brits bassist. Hij speelde elektrische en akoestische basgitaar, fretloze basgitaar, en contrabas.

## Carrière
Giblin verving in 1979 bij Brand X basgitarist Percy Jones. Giblin speelde onder andere op de twee door hem geschreven rustige nummers Rhesus Perplexus en April, en is samen met Jones te horen in het nummer Wal to Wal.
Van 1985 tot 1988 was Giblin groepslid van Simple Minds, en hij speelde mee tijdens de tournee voor het album Once upon a time van Simple Minds.
Giblin speelde onder andere op een Gibson S.G. basgitaar.

Als studiomuzikant speelde hij baspartijen op tientallen succesvolle folk-, rock-, en popalbums uit de jaren zeventig, tachtig, en negentig. Hij is onder andere te horen op het album The Wild Places (1978) van Duncan Browne, en op diverse albums van Kate Bush.
Giblin overleed op 71-jarige leeftijd
| Jaar | Artiest         | Album                               | Song | Bijzonderheden |   |
| ---- | --------------- | ----------------------------------- | --- | --- | - |
| 1977 | Mae MacKenna    | Walk on Water                       | onbekend | - |   |
| 1978 | Wilding         | Pleasure Signals                    | onbekend | - |   |
| 1978 | Duncan Browne   | The Wild Places                     | alle nummers | - |   |
| 1979 | Colin Blunstone | Late nights in Soho                 | onbekend | - |   |
| 1979 | Jim Rafferty    | Solid Logic                         | onbekend | - |   |
| 1979 | Brand X         | Product                             | alle nummers, behalve Dance Of The Illegal Aliens en And So To F...                                               | componist van Rhesus Perplexus, April en Wal to Wal | - |
| 1980 | Jon Anderson    | Song of Seven                       | onbekend | - |   |
| 1980 | Kate Bush       | Never for ever                      | onbekend | - |   |
| 1980 | Lucio Battisti  | Una giornata uggiosa                | onbekend | - |   |
| 1980 | John Martyn     | Grace & Danger                      | onbekend | "At times the blending of Martyn's voice and guitar, John Giblin's beautiful bass and Phil Collins immaculate drumming is simply breathtaking." - Melody Maker | - |
| 1980 | Peter Gabriel   | III / melt                          | alle nummers | - |   |
| 1980 | Kate Bush       | Never for ever                      | Babooshka, Breathing,                                                                                             | - |   |
| 1981 | Jon Anderson    | Animation                           | onbekend | - |   |
| 1983 | Judie Tzuke     | Ritmo                               | onbekend | - |   |
| 1984 | Claire Hammill  | Touch Paper                         | onbekend | - |   |
| 1984 | Chris de Burgh  | Man on the line                     | Taking it to the Top                                                                                              | - |   |
| 1989 | Kate Bush       | The Sensual World                   | Love and Anger, Deeper Understanding, Rocket's Tail                                                               | - |   |
| 1992 | Annie Lennox    | MTV Unplugged'                      | Why | - |   |
| 1993 | John Martyn     | Little Boy                          | I don't wanna know, Sunday's Child, Bless the weather, Rock salt and nails                                        | - |   |
| 1993 | Kate Bush       | The Red Shoes                       | Rubberband Girl, And So Is Love, Eat The Music, Lily, Top Of The City, Constellation Of The Heart, You're The One | - |   |
| 1995 | Gerry Convay    | About Thyme                         | Jabalpur, Lovely Joan, Factory Girl, Little Voices, The wife of Usher's well,                                     | - |   |
| 1996 | John Martyn     | And                                 | onbekend | - |   |
| 1998 | John Martyn     | The Church with one Bell            | onbekend | - |   |
| 2004 | John Martyn     | On the Cobbles                      | onbekend | - |   |
| 2005 | Billy Sherwood  | Back against the Wall               | In the Flesh?, One of my turns                                                                                    | Pink Floyd tribute-Album met Steve Lukather, Ian Anderson, Mike en Steve Porcaro en vele anderen.                                                              |   |
| 2005 | Kate Bush       | Aerial                              | An Architect’s Dream, Sunset, Nocturn,                                                                            | - |   |
| 2006 | Billy Sherwood  | Return to the dark side of the moon | Speak to me / Breathe,                                                                                            | Pink Floyd tribute-Album met Steve Lukather, Ian Anderson, Mike en Steve Porcaro en vele anderen.                                                              |   |

Andere bijdragen (onvolledig):
- Joan Armatrading
- Richard Ashcroft
- Claudio Baglioni
- Franco Battiato
- Elkie Brooks (Pearls en Shangri-La albums)
- Phil Collins (In The Air Tonight, You Can't Hurry Love en andere nummers)
- The Everly Brothers (album "Heartaches and Harmonies")
- Roberta Flack
- Fish (eerste soloalbum, Vigil in a wilderness of mirrors)
- Peter Gabriel (onder andere Birdy en Peter Gabriel (III))
- Manolo García
- Al Green
- John Lennon (Grow Old with Me)
- George Martin
- Paul McCartney (live at the Royal Albert Hall, Londen)
- Metro
- Alan Parsons (On Air)
- Gerry Rafferty
- Eros Ramazzotti
- Mavis Staples
- David Sylvian
- Simple Minds (Once Upon a Time en Live in the City of Light).
- Judie Tzuke (Bailey's Song)
- Scott Walker (onder andere Tilt)